# Česlovas Juršėnas
Česlovas Juršėnas (né le 18 mai 1938 à anižiškė, dans le cercle d'Ignalina) est un homme politique lituanien, ancien porte-parole du Seimas, le Parlement national. Il est signataire de l'Acte de rétablissement de l'État lituanien, le 11 mars 1990. Česlovas a publié plusieurs ouvrages sur la politique et sur le monde.

## Biographie
Sorti du lycée d'Ignalina en 1955 avec une médaille d'or il étudia jusqu'en 1960 le journalisme à l'université de Vilnius dont il sortit diplômé en 1966. En 1973 reçut le diplôme de l'École supérieure du PCUS à Leningrad.
Il commença à travailler comme journaliste en 1960, en 1960-1964 au quotidien Tiesa (en français : la Vérité) et en 1964 entra à la télévision lituanienne comme chroniqueur des nouvelles de l'étranger. En 1968 il devint rédacteur en chef à la rédaction d'informations. En 1973 il commença à occuper au parti communiste des fonctions diverses comme chargé des affaires culturelles, poste qu'il retrouva dans le premier gouvernement de la Lituanie indépendante (1990-92). Après la transformation du parti communiste de Lituanie en Parti lituanien démocrate du travail, il devint son vice-président, puis en 1995 son président, jusqu'à la fusion avec le Parti social-démocrate lituanien (LSDP).
En 1990-1992 il fut député au Soviet Suprême (Aukščiausioji Taryba), puis à partir de 1992 membre du Seimas. Après l'élection d'Algirdas Brazauskas comme nouveau président de la République, il occupa en 1993-1996 le poste de ce dernier comme président du parlement. Depuis 1996 il est vice-président du parlement et du 6 avril au 11 juillet 2004 il fut président du parlement par intérim pendant que le président du parlement Arturas Paulauskas remplaçait temporairement Rolandas Paksas comme président de la République après sa destitution. Depuis avril 2008, il est de nouveau président du Seimas.
Il est membre du Parti social-démocrate lituanien, dont il avait été premier vice-président de 2001 à 2004. Aujourd'hui, il occupe la présidence du parti.
Juršėnas parle le russe, l'anglais et l'allemand.
Juršėnas est marié avec Jadvyga. Son fils Saulius Juršėnas est professeur à l'université de Vilnius.